# Trypetisoma cirrhicauda
Trypetisoma cirrhicauda är en tvåvingeart som först beskrevs av Mario Bezzi 1928.  Trypetisoma cirrhicauda ingår i släktet Trypetisoma och familjen lövflugor.
Artens utbredningsområde är Fiji. Inga underarter finns listade i Catalogue of Life.